# Victor Spinetti
Victor Spinetti est un acteur et metteur en scène britannique, né le 2 septembre 1929 à Cwm (Pays de Galles) et mort le 18 juin 2012 à Monmouth (Pays de Galles).

## Théâtre
- 1972 : Jesus Christ Superstar, opéra-rock d'Andrew Lloyd Webber et Tim Rice,  mise en scène de Victor Spinetti, Théâtre national de Chaillot

## Filmographie

### Cinéma

#### Courts-métrages
- 2006 : Wednesday de Keith Claxton
- 2006 : Cosa raccomanda lei ? de Chris Ketchell

#### Longs-métrages
- 1958 : Behind the Mask de Brian Desmond Hurst
- 1961 : The Gentle Terror de Frank Marshall
- 1963 : Sparrows Can't Sing de Joan Littlewood
- 1963 : The Wild Affair de John Krish
- 1964 : Becket de Peter Glenville
- 1964  : A Hard Day's Night de Richard Lester : le réalisateur de la télévision
- 1965 : Help ! de Richard Lester : le professeur Foot
- 1967 : La Mégère apprivoisée de Franco Zeffirelli : Hortensio
- 1968 : La Bande à César (The Biggest Bundle of Them All) de Ken Annakin : le capitaine Giglio
- 1969 : Can Heironymus Merkin Ever Forget Mercy Humppe and Find True Happiness? d'Anthony Newley
- 1970 : Commencez la révolution sans nous (Start the Revolution Without Me) de Bud Yorkin : le duc de Saligaud
- 1970 : Échec à la mafia (Scacco alla mafia) de Lorenzo Sabatini
- 1970 : A Promise of Bed de Derek Ford
- 1972 : Under Milk Wood d'Andrew Sinclair
- 1973 : Digby, the Biggest Dog in the World de Joseph McGrath
- 1974 : Le Petit Prince (The Little Prince) de Stanley Donen : l'Historien
- 1974 : The Great McGonagall de Joseph McGrath
- 1975 : Le Retour de la Panthère rose (The Return of the Pink Panther) de Blake Edwards
- 1976 : Emily (The Awakening of Emily) de Henry Herbert : Richard Walker
- 1976 : Le Voyage des damnés (Voyage of the Damned) de Richard Lester : le docteur Erich Strauss
- 1977 : Treize femmes pour Casanova (Casanova and Co) de Franz Antel : le préfet
- 1977 : Hardcore de James Kenelm Clarke
- 1986 : Under the Cherry Moon de Prince
- 1990 : Les Frères Krays (The Krays) de Peter Medak
- 1999 : Julie and the Cadillacs de Bryan Izzard
- 2010 : Beatles Stories documentaire de Seth Swirsky

### Télévision
- 1967 : Magical Mystery Tour de Bernard Knowles
- 2000 : Au commencement... (In the Beginning) de Kevin Connor

1984  à la television 
L'amour en Heritage (Mistral's daughter) 4 x 1h30
Couturier Bianchi, New York